# 살라르어
살라르어는 중국 칭하이성, 간쑤성에 거주하는 살라르족들이 사용하는 투르크어족의 언어이다. 오늘날 10만 여 명의 살라르족 인구 중, 2002년 기준 약 7만 명이 살라르어를 구사한다. 여러 이론이 있으나 언어학적으로 살라르어는 흔히 오구즈어파 내의 독자적 분파를 형성한다고 여겨진다.
살라르족의 전통과 중국 기록을 참조할 때 살라르족의 기원은 고대 서돌궐의 오구즈족에 속하던 살루르로 추정된다. 초기 오구즈족에서 일찍이 분리된 일파가 당나라 대에 이 지역으로 이주, 정착하여 살라르족을 형성하였을 것이다.

## 참조
- Hahn, R. F. 1988. Notes on the Origin and Development of the Salar Language, Acta Orientalia Hungarica XLII (2-3), 235-237.

- Dwyer, A. 1996. Salar Phonology. Unpublished dissertation University of Washington.

- Dwyer, A. M. 1998. The Turkic strata of Salar: An Oghuz in Chaghatay clothes? Turkic Languages 2, 49-83.